# Peter Joseph Hundt

Wappen von Peter Joseph Hundt

Wappen von Peter Joseph Hundt als Bischof von Corner Brook und Labrador

Peter Joseph Hundt (* 26. August 1956 in Hanover) ist ein kanadischer Geistlicher und römisch-katholischer Erzbischof von Saint John’s, Neufundland.

## Leben
Peter Joseph Hundt empfing am 16. Mai 1970 die Priesterweihe.
Papst Benedikt XVI. ernannte ihn am 11. Februar 2006 zum Weihbischof in Toronto und Titularbischof von Tarasa in Byzacena. Die Bischofsweihe spendete ihm der Erzbischof von Toronto, Aloysius Matthew Kardinal Ambrozic, am 25. April desselben Jahres; Mitkonsekratoren waren Anthony Frederick Tonnos, Bischof von Hamilton, und Matthew Francis Ustrzycki, Weihbischof in Hamilton.
Am 1. März 2011 wurde er zum Bischof von Corner Brook und Labrador ernannt und am 13. April desselben Jahres in das Amt eingeführt.
Papst Franziskus ernannte ihn am 12. Dezember 2018 zum Erzbischof von Saint John’s, Neufundland. Die Amtseinführung erfolgte am 29. Januar 2019.